# Supercoppa del Portogallo 2004 (hockey su pista)
La Supercoppa del Portogallo 2004 è stata la 22ª edizione dell'omonima competizione portoghese di hockey su pista. 
Il trofeo è stato vinto dal Barcelos per la quarta volta nella sua storia.

## Squadre partecipanti
| Club     | Qualificazione                       | Partecipazioni precedenti (il grassetto indica la vittoria)                              |
| -------- | ------------------------------------ | ---------------------------------------------------------------------------------------- |
| Porto    | Detentore della 1ª Divisão           | 1984, 1985, 1986, 1987, 1988, 1989, 1990, 1991, 1992, 1996, 1998, 1999, 2000, 2002, 2003 |
| Barcelos | Detentore della Coppa del Portogallo | 1992, 1993, 1996, 1999, 2001, 2003                                                       |

## Risultati
| Squadra 1 | Totale | Squadra 2 | Andata | Ritorno |
| --------- | ------ | --------- | ------ | ------- |
| Porto     | 9 - 9  | Barcelos  | 6 - 3  | 3 - 6   |

| Porto 21 ottobre 2004 Finale di andata | Porto | 6 – 3 | Barcelos |  |

| Barcelos 28 ottobre 2004 Finale di ritorno | Barcelos       | 6 – 3 (d.t.s.) | Porto |  |
| \| \| \| \| \| \| Shootout 2 – 1 \| \|     |                |                |       |  |
|                                            |                |                |       |  |
|                                            | Shootout 2 – 1 |                |       |  |